# Viúva-de-asa-branca
Bispo-d'asa-branca, bispo-de-asa-branca ou viúva-de-asa-branca (Euplectes albonotatus) é uma espécie de ave da família Ploceidae.
Pode ser encontrada nos seguintes países: Angola, Austrália, Botswana, Burundi, República Centro-Africana, República do Congo, República Democrática do Congo, Etiópia, Gabão, Quénia, Malawi, Moçambique, Namíbia, Ruanda, São Tomé e Príncipe, África do Sul, Sudão, Suazilândia, Tanzânia, Uganda, Zâmbia e Zimbabwe.